# Sauveur Marius Di Russo
Pour les articles homonymes, voir Marius et Russo.
 (mai 2017).
Si vous disposez d'ouvrages ou d'articles de référence ou si vous connaissez des sites web de qualité traitant du thème abordé ici, merci de compléter l'article en donnant les références utiles à sa vérifiabilité et en les liant à la section « Notes et références ».
Sauveur Marius Di Russo (11 janvier 1897 - 18 novembre 1983) est un peintre français lié au mouvement de l'école provençale.

## Biographie
Sauveur Marius Di Russo est né à Marseille en 1897 d'une famille immigrée génoise.

Son père, charpentier de marine, n'aurait jamais pensé que son fils serait attiré par la peinture. Et pourtant, à l'âge de 12 ans, il devient élève d'APY à Marseille puis « monte » à Paris où il travaille dans les ateliers de la maison Fleury. C'est à Paris qu'il fréquente les grands de la peinture du XXe siècle.
Peu avant la guerre de 1914, il part pour le Maroc participer à l'élaboration de décors du Théâtre municipal de Casablanca.
Au retour, il est appelé sous les drapeaux et part pour le front où il connaîtra "l'enfer de Verdun". Il profite des quelques moments d'accalmie dans les tranchées pour faire quelques croquis des villages traversés. Après avoir été gazé par le fameux gaz moutarde, il restera aveugle un certain temps puis il est fait prisonnier le 1er juin 1918 près de Château-Thierry. Il parviendra à s'évader et sera recueilli par un détachement de l'armée canadienne. Après l'armistice, il est décoré de la croix de guerre et de la médaille de Verdun.

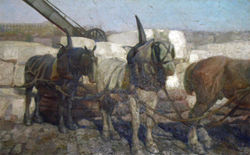
Les chevaux de charroi

La paix revenue il se consacre entièrement à la peinture :
- Premier prix de l'École des beaux-arts de Marseille
- Création pour le théâtre municipal de Nice
- Travaux pour l'exposition coloniale de 1922
- Travaux pour l’exposition internationale de 1937
- Expose au Salon de l'Union des Artistes de Provence
- Création d'affiches publicitaires
- Acquisition par la ville de Marseille d'un de ses tableaux (portrait d'enfant)
- Expose au Salon des indépendants où il obtient le premier prix pour son tableau Les chevaux de Charroi
- Restauration de nombreuses œuvres classées (Parrocel, Nagaud, Ponson, Natoire…)
- Panneaux décoratifs de l'église Saint-Cannat à Marseille

En 1938, il épouse Jacynthe Béatrix Roulph qui sera quelquefois son modèle. Il est décoré officier de l'Instruction publique, devient membre perpétuel de la Société des artistes français et obtient le titre d'expert près les Douanes françaises.
Comme beaucoup de familles d'immigrés italiens originaires d'un port, Di Russo s'est installé avec son atelier à Marseille sur le cours Honoré Estienne d'Orves, à deux pas du Vieux port, là où se trouvaient rassemblés de nombreux peintres marseillais. Il y a peint le port sous toutes ses formes : l'ancien canal de la douane, le carénage et le port encombré de ces voiliers en partance ou arrivant de cet orient mythique…
Louis Blin écrivit à son sujet dans son livre La Bohême à Marseille (1946) : « […] on peut voir sur la Canebière, le plus bohème des bohèmes, le jeune peintre Marius Di Russo ».
Sauveur Marius Di Russo est mort à Marseille le 18 novembre 1983 et est enterré au cimetière Saint-Pierre.